# Old Bridge (New Jersey)
Old Bridge ist ein Census-designated place innerhalb des Old Bridge Townships im Middlesex County, New Jersey, USA. Bei der Volkszählung von 2000 wurde eine Bevölkerungszahl von 22.833 registriert.

## Geographie
Nach den Angaben des United States Census Bureaus hat Old Bridge eine Gesamtfläche von 18,6 km2, wovon 18,3 km2 Land und 0,3 km2 (1,67 %) Wasser ist.

## Demographie
Nach der Volkszählung von 2000 gab es 22.833 Menschen, 7.274 Haushalte und 6.233 Familien. Die Bevölkerungsdichte betrug 1.250,5 Einwohner pro km2. 85,12 % der Bevölkerung waren Weiße, 3,76 % Afroamerikaner, 0,14 % amerikanische Ureinwohner, 7,91 % Asiaten, 0,03 % pazifische Insulaner, 1,39 % anderer Herkunft und 1,66 % Mischlinge. 6,57 % sind Latinos unterschiedlicher Abstammung.
Von den 7.274 Haushalten hatten 43,6 % Kinder unter 18 Jahre. 73,5 % davon waren verheiratete, zusammenlebende Paare, 8,9 % sind alleinerziehende Mütter, 14,3 % sind keine Familien, 12,0 % bestanden aus Singlehaushalten und 5,1 % der Menschen sind älter als 65. Die Durchschnittshaushaltsgröße betrug 3,11, die Durchschnittsfamiliengröße 3,39.

### Altersstruktur
| Bevölkerung | Jahre | Anteil  |
| ----------- | ----- | ------- |
| unter       | 18    | 27,50 % |
| von         | 18–24 | 6,80 %  |
| von         | 25–44 | 31,90 % |
| von         | 45–64 | 23,10 % |
| über        | 65    | 10,70 % |

- Das Durchschnittsalter beträgt 37 Jahre.
- Das Verhältnis Frauen zu Männer beträgt 100:96,4.
- Für Menschen älter als 18 Jahre beträgt das Verhältnis 100:91,9.

Das jährliche Durchschnittseinkommen der Haushalte beträgt 73.824 USD, das Durchschnittseinkommen der Familien 79.230 USD. Männer haben ein Durchschnittseinkommen von 54.906 USD, Frauen 36.345 USD. Der Prokopfeinkommen der Stadt beträgt 26.395 USD. 2,9 % der Bevölkerung und 2,0 % der Familien leben unterhalb der Armutsgrenze, davon sind 3,6 % Kinder oder Jugendliche jünger als 18 Jahre und 6,5 % der Menschen sind älter als 65.

## Einwohnerentwicklung
| Jahr | Einwohner¹ |
| ---- | ---------- |
| 1980 | 21.815     |
| 1990 | 22.151     |
| 2000 | 22.833     |
| 2005 | 24.400     |

¹ 1980–2000: Volkszählungsergebnisse; 2005: Schätzung

## Old Bridge Militia
Die Old Bridge Militia war eine Gruppe fanatischer Metal-Fans, die in den 1980er-Jahren in der Stadt eine Art Heavy-Metal-Hotel betrieb, in dem Bands wie Metallica, Anvil, Slayer, Motörhead und Blessed Death übernachten konnten, wenn sie in der Gegend auf Tour waren. Letztere stammen selbst aus Old Bridge und avancierten dort zu einer Art Hausband, weshalb sie der Old Bridge Militia Jahre später auf ihrem 2006er-Album "Hour Of Pain" den Song "Knights Of Old Bridge" widmeten. Auch Slayer verneigten sich auf ihrem ersten (Quasi-)Live-Album "Live Undead" von 1983 vor der OBM – nachzuhören in der Ansage zu "Aggressive Perfector", dem letzten Lied auf der Platte.

## Söhne und Töchter der Stadt
- T. Frank Appleby (1864–1924), Politiker
- Colleen Fitzpatrick (* 1970), Sängerin, Songwriterin und Schauspielerin

## Belege
1. ↑  http://www.powermetal.de/interview/interview-1251.html